# Mario Gritti
Mario Gritti (Albino, 22 ottobre 1923 – Firenze, 29 settembre 2013) è stato un calciatore italiano di ruolo attaccante.

## Caratteristiche tecniche

Mario Gritti con la maglia del Como

Rapido attaccante esterno, Gritti cominciò la sua carriera come ala sinistra, avanzando con gli anni la sua posizione. Calciatore tecnico e continuo, dotato di un buon dribbling e di una discreta visione di gioco, venne schierato anche come interno soprattutto negli anni a Firenze.

## Carriera
Gritti fece parti delle giovanili nell'Atalanta con la quale debuttò in serie A a 18 anni. Si mise in evidenza grazie alla sua corsa e al suo dribbling, che gli permisero di siglare 6 reti nel campionato successivo.
Nel campionato di guerra passò all'Inter, mentre nel 1945 si trasferì alla Fiorentina, giocando titolare a fianco di Renato Gei nella Divisione Nazionale; con 12 reti, 3 delle quali in Fiorentina-Salernitana 4-0, si laureò vice capocannoniere del campionato, dietro a Dante Di Benedetti. Nella Serie A 1946-1947 subì un grave infortunio a novembre  che lo costrinse all'assenza dai campi di calcio per oltre cinque mesi, tornando a giocare il 23 marzo in Triestina-Fiorentina terminata 1-1. Tornò a segnare il 1º giugno in Fiorentina-Roma con una doppietta per il 3-3 finale.
Dopo le due stagioni in viola, i buoni risultati gli permetterono di approdare al Bologna, società di cui diventò elemento di spicco, in cambio di Ferruccio Valcareggi; nella città felsinea disputò cinque stagioni nel massimo campionato.
Passò quindi alla Sampdoria (sempre in serie A) e poi al Como, dove militò per quattro annate, tutte nel campionato cadetto, per concludere la carriera in serie D con il Montecatini.
In carriera ha totalizzato complessivamente 176 presenze e 38 reti nella Serie A a girone unico, e 99 presenze e 22 reti in Serie B.
È scomparso all'età di 89 anni il 29 settembre 2013; i funerali si sono svolti nella Chiesa dei Sette Santi Fondatori di Firenze.